# فصل بين النجوم

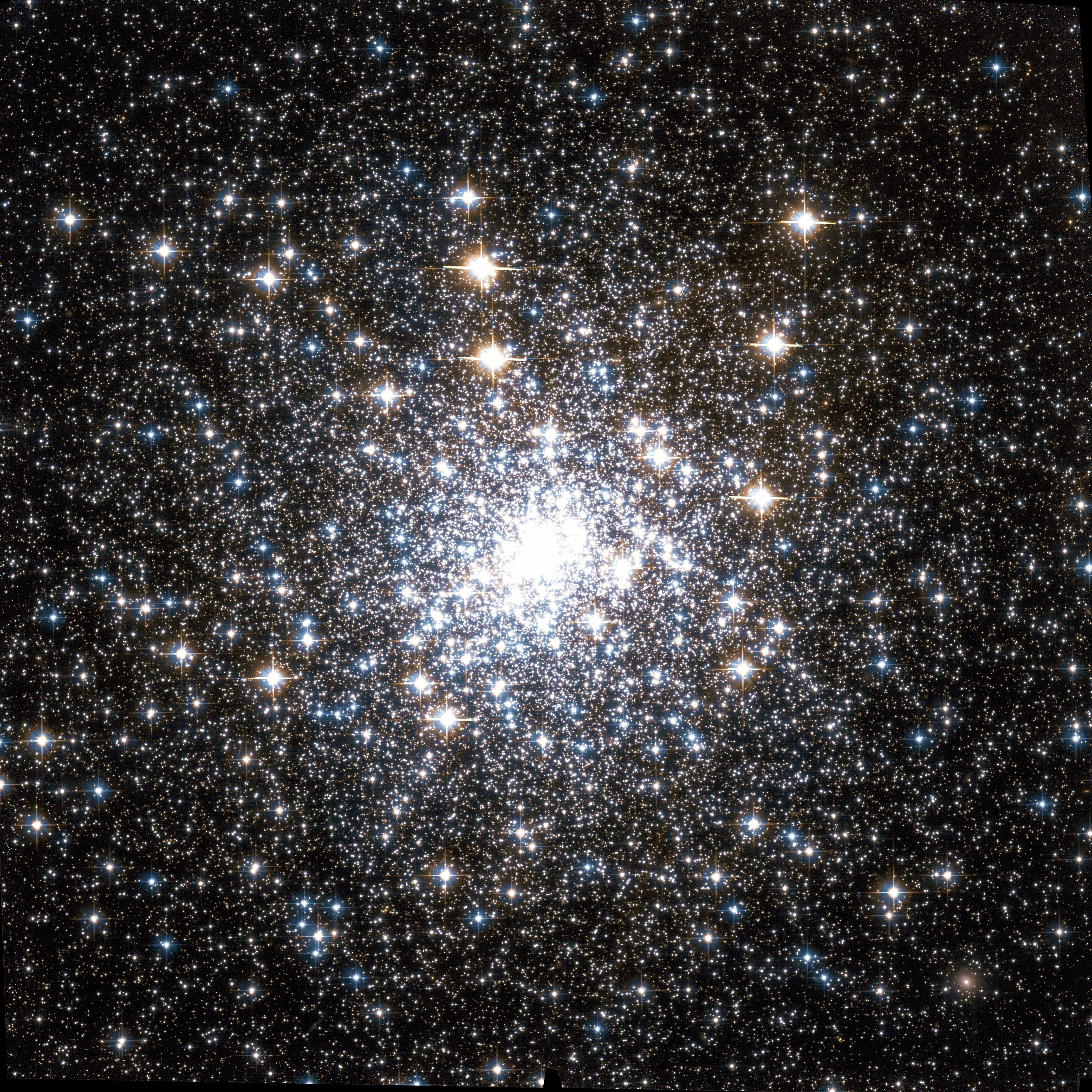
العديد من العناقيد الكروية للنجوم ، مثل المجموعة القديمة التي يبلغ عمرها 13 مليار سنة ، مثل M30 (في الصورة) ، هي عبارة عن فصل جماعي (أي بمعنى إعادة التنظيم).

يشير مصطلح الفصل بين النجوم أو إعادة توزيع النجوم (في الإنجليزية: dynamical mass segregation) في علم الفلك إلى العملية التي تميل فيها العناصر الثقيلة إلى التحرك بالقرب من المركز، بينما تميل العناصر الأخف إلى التحرك بعيدًا عن المركز، وذلك في نظام مرتبط بالجاذبية كالعناقيد النجمية والمجرية مثلًا.

## مبرهنة التوزع المتساوي للطاقة الحركية
يتبادل عناصر مجموعة عنقودية ما الطاقة والزخم عندما يقتربان من بعضهما البعض. على الرغم من إمكانية تبادل الطاقة في أي من الاتجاهين، ولكن –إحصائيًا- يوجد ميل لتساوي طاقة العنصرين الحركية أثناء لقائهما. تسمى هذه الظاهرة الإحصائية بالتوزع المتساوي للطاقة الحركية، وهي مشابهة لحقيقة أن الطاقة الحركية المتوقعة لجزيئات غاز ما هي نفسها في درجة حرارة معينة.
تساوي الطاقة الحركية مقدار الكتلة مضروبةً بمربع السرعة، وعلى ذلك يتطلب التوزع المتساوي أن يتحرك العناصر ذوو الكتلة الأصغر بشكل أسرع. وبالتالي، يميل العناصر ذوو الكتلة الأكبر إلى الدخول في المدارات الأقرب (أي مدارات أقرب إلى مركز المجموعة)، بينما يميل العناصر ذوو الكتلة الأصغر إلى التحرك في المدارات الأعلى (أي المدارات الأبعد عن المركز).
يُطلق على الوقت الذي تستغرقه الطاقات الحركية لعناصر المجموعة العنقودية للوصول إلى الاستقرار أو التوزع المتساوي «زمن الاسترخاء». يُقدّر مقياس الاسترخاء الزمني -الذي يقوم على وجود تبادل للطاقة في التفاعلات ثنائية الجسم- بحسب بيني وتريماين كما يلي:
{\displaystyle t_{\mathrm {relax} }={\frac {N}{8\ln N}}\times t_{\mathrm {cross} }\ ,}
حيث N هو عدد النجوم في المجموعة العنقودية، وtcross هو الوقت المعتاد الذي يستغرقه النجم لعبور المجموعة. وذلك يكون بحدود 100 مليون سنة بالنسبة إلى عنقود مغلق أو تجمع نجمي كروي عادي؛ نصف قطره 10 فرسخ فلكي، ويضم 100 ألف نجم. يمكن للنجوم ذات الكتلة الأكبر أن تنفصل بسرعة أكبر من النجوم ذات الكتلة الأصغر. يمكن تقريب هذا المقياس الزمني باستخدام نموذج تم تطويره بواسطة ليمان سبيتزر لمجموعة عنقودية تمتلك فيها النجوم كتلتان محتملتان فقط هما m1 وm2. ستنفصل في هذه الحالة النجوم ذات الكتلة الأكبر m1 في الزمن:
{\displaystyle t_{\mathrm {m_{1}} }={\frac {m_{2}}{m_{1}}}\times t_{\mathrm {relax} }\ .}
لوحظ توزع الأقزام البيضاء في المدارات الأبعد في المجموعة الكروية «الطوقان 47» في دراسة مرصد هابل الفضائي للمنطقة.

## الفصل الأولي بين النجوم

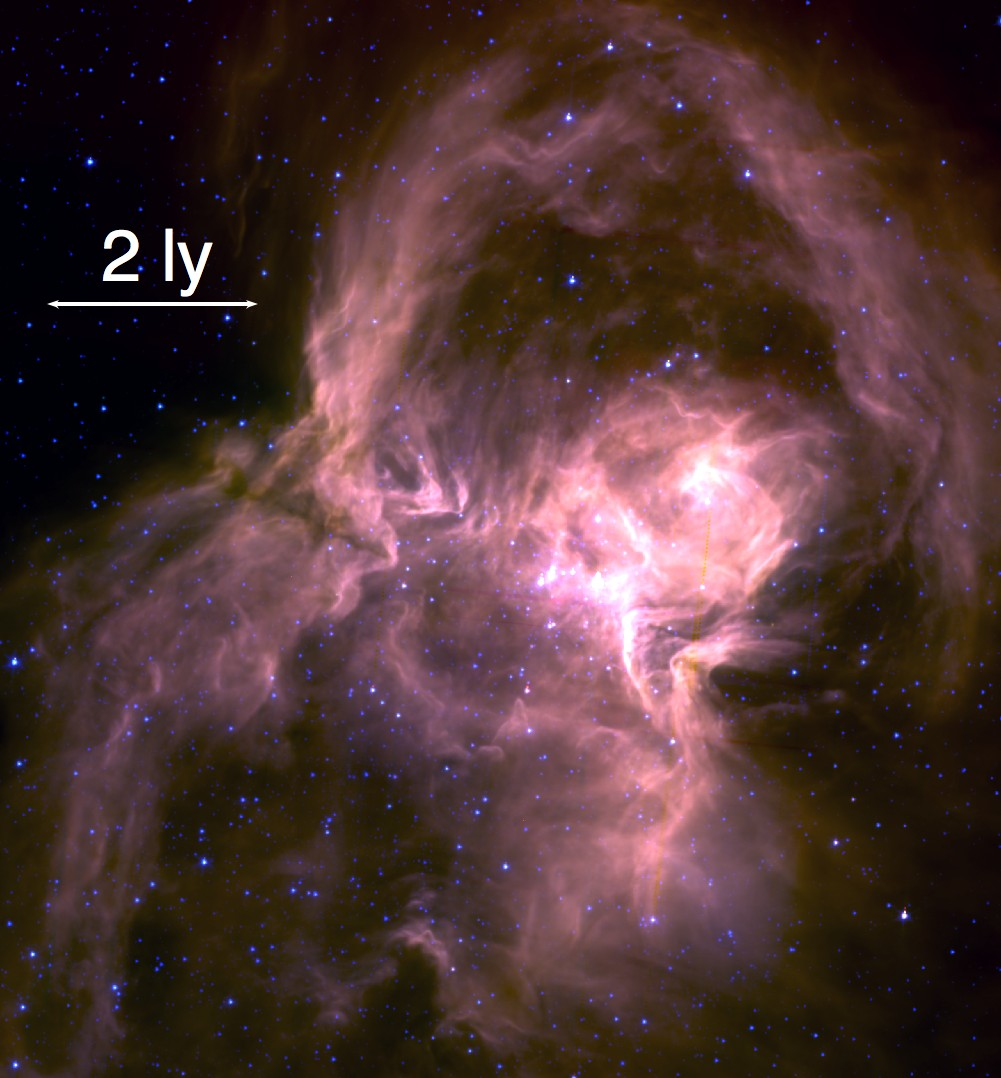
يُشاهَد أحيانًا الفصل الكتلي بين النجوم في مناطق تشكل العناقيد النجمية كما في ويستر هوت 40 مثلًا (في الصورة).

الفصل الأولي بين النجوم (في الإنجليزية: Primordial mass segregation)، هو التوزع غير الموحد للكتل الموجودة عند تشكّل المجموعة أو العنقود. تستند الحجة القائلة بأن عناصر العنقود النجمي تكون مفصولة بشكل أولي إلى مقارنة المقاييس الزمنية لنظرية فيريال (أو نظرية القوى الكميه) مع عمر العنقود النجمي. ومع ذلك، تم اختبار العديد من الآليات الديناميكية لتسريع القوى الكمية مقارنةً بالتفاعلات ثنائية الجسم. كثيرًا ما يُلاحَظ في مناطق تشكل العناقيد النجمية أن النجوم من النمط O تقع في مركز المجموعة العنقودية حديثة العهد.

## التطاير
بعد الاسترخاء، قد تكون سرعة بعض العناصر ذوي الكتلة المنخفضة أكبر من سرعة الإفلات الخاصة بالعنقود، مما يؤدي إلى خسارة هؤلاء الأعضاء منه، وتسمى هذه العملية بالتطاير. (يوجد ظاهرة مماثلة تفسر خسارة الغازات الأخف وزنًا من كوكب ما -كالهيدروجين والهيليوم من الأرض مثلًا- بعد التوزع المتساوي، تتجاوز بعض جزيئات الغازات الخفيفة -بما يكفي- المتواجدة في الجزء العلوي من الغلاف الجوي سرعة الإفلات الخاصة بالكوكب، مما يؤدي إلى فقدانها.)
تتبدد في النهاية معظم العناقيد المفتوحة عبر التطاير، وهذا يبدو واضحًت من حقيقة أن معظم العناقيد المفتوحة الموجودة صغيرة السن. بينا تبدو العناقيد المغلقة -الأكثر إحكامًا- معمرةً.

## في المجرة
يبلغ زمن الاسترخاء في مجرة درب التبانة ما يقرب 10 تريليون سنة، تقريبًا ألف مرة من عمر المجرة نفسها. وبالتالي، يجب أن يكون أي فصل كتلي ملاحظ في مجرتنا هو أولي بالكامل تقريبًا.

## اقرأ أيضا
- عنقود مغلق